# Hus (halvleder)
 For alternative betydninger, se Hus (flertydig). (Se også artikler, som begynder med Hus)
Indenfor elektronik er et hus en metal, plast, glas eller keramik indkapsling, som indeholder en eller flere diskrete halvlederkomponenter eller integrerede kredsløb. Individuelle komponenter er enheder, som bliver fremstillet på halvlederskiver (almindeligvis silicium) som skæres til halvlederbrikker og pakket ind i et hus. Huset får også tilnavn efter hvilken komponent huset favner - fx; transistorhus, diodehus og IC-hus.
Huset har to eller flere tilledninger eller ben, som inden i huset er forbundet til brikken - og som udenfor typisk forbindes til printbaner på et printplade. Hvis der anvendes metalhus, kan huset være en separat tilledning; se i databladet.
Formålet med huset er at beskytte brikken mod overlast, atmosfærisk forurening, partikler, fugt og lys. Nogle huse er gennemsigtige eller har linser for at lys kan komme ind eller ud. Det benyttes til optoelektroniske komponenter - som fx fotodioder, solceller, lysdioder og laserdioder. Huse beregnet til høje effekter har typisk en metalflade, som kan spændes mod en køleplade.
Der findes tusinder af forskellige huse. Nogle er defineret af internationale, nationale eller industri standarder, mens andre er partikulære til en individuel fabrikant. Internationale standarder udformes af fx IEC, JEDEC og JEITA.
Eksempler på kendte huse:
- Dioder:
  - JEDEC[5] "DO" står for eng. Diode Outline - 2 ben:[6]
    - DO-35, DO-035, DO-204-AH, SOD27 - plasthus eller glashus[6][7]
    - DO-41, DO-041 plasthus[6]
    - DO-201[6]
- Hyppigst transistorer:
  - "SO" står for eng. Small Outline - 3 ben (2 ben også set anvendt til dioder):
    - SO-2 - sortmalet glashus; laveffekt, Huset anvendes også uden maling; beregnet til fototransistorer.

  - JEDEC[5] "TO" står for eng. Transistor Outline (nogle også set anvendt til dioder og IC-kredse) - 3 ben:
    - TO-1 - metalhus; laveffekt[8]
    - TO-3 - metalhus højeffekt (5-ben også set anvendt til (spændingsregulator) ic-kredse)[9]
    - TO-3P ca. samme som TO-247. Plasthus med indlejret metalflade; højeffekt. (kan erstatte TO-3 hus)
    - TO-18 - metalhus; laveffekt. Huset er også set med linser i toppen; beregnet til fotodioder og fototransistorer.[9]
    - TO-37 - metalhus; højeffekt[10]
    - TO-39 - metalhus; laveffekt[9]
    - TO-66 - metalhus; højeffekt[9]
    - TO-72 - metalhus; laveffekt[9]
    - TO-92 - plasthus; laveffekt (2-ben også set anvendt til (spændingsregulator) ic-kredse)[9]
    - TO-126 - plasthus med indlejret metalflade; højeffekt[8]
    - TO-202 - plasthus med metalflange fra toppen; højeffekt[9]
    - TO-218 (=SOT−93) - plasthus med indlejret metalflade; højeffekt[9]
    - TO-220 - plasthus med indlejret metalflade; højeffekt[9]
    - TO-247 ca. samme som TO-3P. Plasthus med indlejret metalflade; højeffekt. (kan erstatte TO-3 hus)[9]
    - TO-274 - plasthus med indlejret metalflade; højeffekt[9]
    - TO-252 - plasthus til overflademontering[9]
    - TO-276 - metalhus til overflademontering[9]

  - Hyppigst overflademontering; "SOT" eng. Small-outline transistor:
    - SOT23-3 - 3 ben[11][12][13][14]
    - SOT323 - 3 ben[15][16]
    - SOT416 - 3 ben[17][18]
    - SOT23-5 - 5 ben[19][20]
    - SOT353 - 5 ben[21][22]
    - SOT23-6 (SOT26, SC59-6, SC74, TSOP-6, MO-178AB, SMT6, SM6, Mini6, SOT457) - 6 ben[20][23][24][25]
    - SOT363 (SC70-6, SC88, TSSOP-6, UMT6, US6, S-Mini6) - 6 ben[26][27]
    - SOT23-8 (SOT28) - 8 ben[20][28]
    - SOT54 - alternativt navn for TO-92[29]
    - SOT143 (TO253) - 3 ben
    - SOT343 - 3 ben
    - SOT490 - 3 ben
    - SOT89-3 (TO243AA, SC62, MPT3) - 3 ben[30]
    - SOT89-5 - 5 ben
    - SOT223-4 (SOT223, SC73, TO261AA) - 4 ben[31][32][33]
    - SOT223-5 - 5 ben[34]

  - Overflademontering; "Thin SOT", "TSOT" eng. Thin small-outline transistor; samme som SOT, men tyndere; mindre højde:
    - Thin SOT-6, TSOT-6, SuperSOT-6 - 6 ben
- Hyppigst integrerede kredsløb (nogle også set anvendt til fx dioder og transistorer):
  - "DIP", "DIL" eller "DIPP" eng. dual in-line package eller dual in-line pin package:
    - DIP6, DIL6, DIPP6 - 6 ben
    - DIP8, DIL8, DIPP8 - 8 ben
    - DIP14, DIL14, DIPP14 - 14 ben
    - DIP16, DIL16, DIPP16 - 16 ben
    - DIP18, DIL18, DIPP18 - 18 ben
    - DIP28, DIL28, DIPP28 - 28 ben
    - DIP40, DIL40, DIPP40 - 40 ben

  - Overflademontering; "SOIC" eng. Small Outline IC:
    - SOIC-8 - 8 ben
    - SOIC-16 - 16 ben